# Ingrisma bezdekorum
Ingrisma bezdekorum är en skalbaggsart som beskrevs av Krajcik 2003. Ingrisma bezdekorum ingår i släktet Ingrisma och familjen Cetoniidae. Inga underarter finns listade i Catalogue of Life.